# マックス (リトル・マーメイド)
マックス (Max) は、ディズニーアニメの『リトル・マーメイド』に登場する犬のキャラクター。犬種は、オールド・イングリッシュ・シープドッグ。
エリックに可愛がられている毛の長い犬で、かなり人懐っこい。船を覗いていたアリエルを見つけ気に入っていた。その時アリエルの匂いを覚えていたため、地上にあがったアリエルを本人だと分かっていたが、話せなくなっていたためにエリックには分からず、憮然とした表情をしていた。勘が鋭く、終盤ではエリックの心を操ったアースラの正体を見抜いており、同じくアースラの正体を見抜いたスカットルが仲間を引き連れて結婚式を妨害しに来ると自身も応戦した。

## 主な出演作品
- リトル・マーメイド
- リトル・マーメイドII Return to The Sea
- 東京ディズニーシー - エリック王子と共にマックスが出演するショーが開催されたことがある。
  - リドアイル・ミート＆スマイル
  - キャンドルライト・リフレクションズ